# Fingerfoting
Fingerfoting (Poratia digitata) är en mångfotingart som först beskrevs av Carl Oscar von Porat 1889.  Fingerfoting ingår i släktet Poratia och familjen fingerdubbelfotingar. Arten är reproducerande i Sverige. Inga underarter finns listade i Catalogue of Life.